# La saga de Gunnar Hede

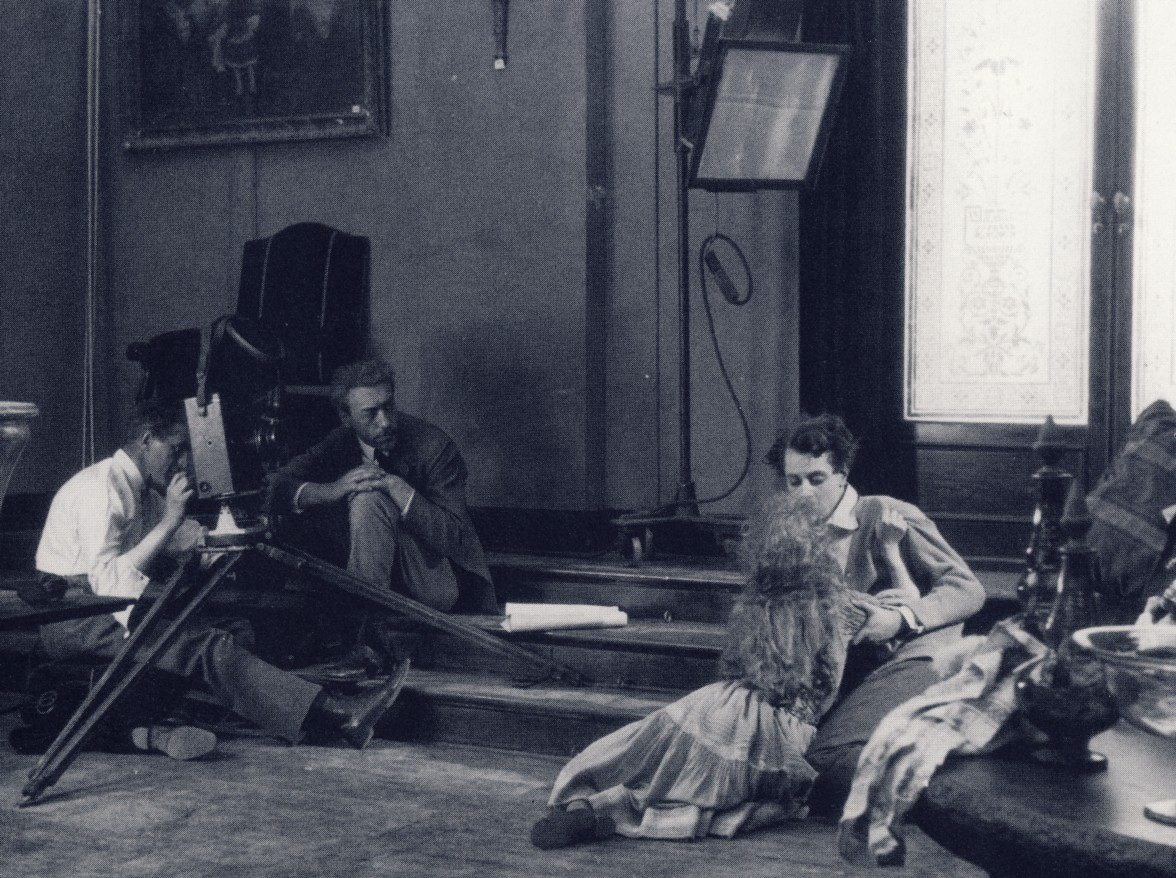
El director de fotografía Julius Jaenzon y Mauritz Stiller filmando a Mary Johnson y Einar Hanson

La saga de Gunnar Hede (en sueco: Gunnar Hedes saga) es una película dramática sueca de 1923 dirigida por Mauritz Stiller y protagonizada por Einar Hanson, Mary Johnson, Pauline Brunius y Hugo Björne. La narrativa gira en torno a un estudiante que intenta salvar la mansión de su familia que se enfrenta a la bancarrota. La película se basa libremente en la novela Cuento de una casa solariega de Selma Lagerlöf.

## Sinopsis
Gunnar Hede, un joven sueco, quiere convertirse en músico profesional, pero cuando su padre muere repentinamente, su familia lo presiona para que se haga cargo del negocio familiar, criando y vendiendo renos. No le gusta el negocio y no es apto para él, pero cede y se hace cargo. Sin embargo, cuando un día resulta gravemente herido en un accidente mientras conduce a la manada por el Ártico helado y sufre un traumatismo craneal grave, su familia teme que pueda sufrir daños mentales permanentes y que puedan perder tanto a Gunnar como al negocio familiar.

## Reparto
- Einar Hanson como Gunnar Hede;
- Pauline Brunius como la señora Hede, la madre de Gunnar;
- Hugo Björne como el señor Hede, el padre de Gunnar;
- Mary Johnson como Ingrid;
- Adolf Olschansky como el señor Blomgren;
- Stina Berg como la señora Blomgren;
- Thecla Åhlander como Stava;
- Gustav Aronson como Bailiff;
- Julia Cederblad como una especuladora de subasta;
- Lotten Olsson como una especuladora de subasta;
- Concordia Selander como una especuladora de subasta;
- Gösta Hillberg como un abogado;
- Ingeborg Strandin como la sirvienta.

## Producción
AB Svensk Filmindustri (SF) había intentado inicialmente hacer una adaptación cinematográfica de Cuento de una casa solariega de Selma Lagerlöf en 1915, y Gustaf Molander ya había desarrollado un guion. Sin embargo, la película fue cancelada. A principios de la década de 1920, se revivieron los planes y el proyecto le fue entregado a Mauritz Stiller, a quien se acredita como escritor junto con la autora suecofinlandesa Alma Söderhjelm. El guion difiere de la historia original en varios aspectos, y los títulos iniciales la llaman una «adaptación libre» de la novela. Tal como había hecho Stiller cuando hizo su anterior adaptación de Lagerlöf, El tesoro de Arne, al igual que como había hecho Victor Sjöström con la suya, Stiller se encontró con Lagerlöf y le presentó el guion para que lo aprobara. Sin embargo, Lagerlöf estaba profundamente insatisfecha con las libertades que Stiller se había tomado y la productora tuvo que convencerla de que no denunciara la película públicamente. La película fue producida a través de AB Svensk Filminspelning, una subsidiaria de SF que solo existió entre 1922 y 1923.
Lars Hanson fue elegido originalmente para el papel de Gunnar Hede, pero fue reemplazado por Einar Hanson poco antes de que comenzara la producción. Este fue el primer papel protagónico de Einar Hanson en una película. La fotografía principal tuvo lugar entre febrero y junio de 1922 en los estudios Filmstaden. Los exteriores se rodaron en los alrededores, siendo ubicados en Nacka y Kallsjön de Jämtland.

## Lanzamiento
La película se estrenó el 1 de enero de 1923. La película fue vendida a 17 mercados en el extranjero, significativamente menos que las cinco películas anteriores de Stiller. La saga de Gunnar Hede está parcialmente perdida; solo se sabe que existen alrededor de dos tercios de la película original.